# Alfred Ernout
Pour les articles homonymes, voir Ernout.
Alfred Ernout (né le 30 octobre 1879 à Lille et mort le 16 juin 1973 à Paris) est un latiniste français.

## Biographie
Alfred Ernout entreprend des études de lettres classiques. Il est reçu à l'agrégation de grammaire en 1901, puis devient docteur ès lettres en 1908. Spécialiste de la morphologie et de la syntaxe latine, il est nommé professeur à la faculté de lettres de Lille. En 1924, il est nommé maître de conférences de langue latine à la Faculté des lettres de Paris (Sorbonne). Il est ensuite, successivement, professeur de poésie latine (1928), directeur d'études de philologie latine à l'EPHE (1925), et professeur d'histoire de la langue latine au Collège de France (1944). Il est admis à la retraite en 1951. Son épouse est décédée en 1975.
Il est l’un des cofondateurs en 1917 de l’Association Guillaume Budé. Il devient président de la Société de linguistique de Paris en 1953.
Alfred Ernout est l'auteur de nombreuses études sur le latin de la période républicaine. Son Dictionnaire étymologique de la langue latine (1932) a été rédigé en collaboration avec Antoine Meillet.

## Récompenses et distinctions
- Alfred Ernout a reçu le titre d'officier de la légion d'honneur.
- L'Académie française lui décerne le prix Langlois en 1929 pour la traduction de Lucrèce. Élu à l’Académie des inscriptions et belles-lettres en 1934, il est également membre de l'Académie dei Lincei, des Académies de Padoue, Venise, Stockholm, Copenhague, et intervient en qualité de docteur honoris causa des Universités de Groningue, Glasgow, et Cambridge[1].

## Œuvres

### Essais
- Les éléments dialectaux du vocabulaire latin, Paris, Honoré Champion, 1909.
- Morphologie historique du latin, Paris, Klincksieck, 1914 ; rééd. 2012.
- Recueil de textes latins archaïques, Paris, Klincksieck, 1916.
- Dictionnaire étymologique de la langue latine : histoire des mots, Paris, Klincksieck, 1932 (en collaboration avec Antoine Meillet).

Dictionnaire étymologique de la langue latine : histoire des mots, 4e éd., en 2 tomes, Paris, Klincksieck, 1967.
Dictionnaire étymologique de la langue latine : histoire des mots, 4e éd., retirage augmenté d’additions et de corrections nouvelles par Jacques André, Paris, Klincksieck, 1985.
- Poésie latine, Montréal, Lumen, 1945.
- Les adjectifs latins en -osus et en -ulentus, Paris, Klincksieck, 1949.
- Syntaxe latine, Paris, Klincksieck, 1951 (en collaboration avec François Thomas).
- Aspects du vocabulaire latin, Paris, Klincksieck, 1954.
- Le dialecte ombrien ; lexique du vocabulaire des Tables eugubines et des inscriptions, Paris, Klincksieck, 1961.

### Recueils d'articles
- Philologica I, Klincksieck, Paris, 19..
- Philologica II, Klincksieck, Paris, 1957, 253 p.
- Philologica III, Klincksieck, Paris, 1965, 181 p.

### Éditions critiques d’auteurs latins
- De la nature de Lucrèce, traduction et édition critique commentée (1916-1920), Librairie Hachette
- Satiricon de Pétrone (1923), Paris, éd. Les Belles Lettres
- La Conjuration de Catilina et La Guerre de Jugurtha de Salluste (1941), Paris, éd. des Belles Lettres
- Comédies de Plaute (1932-1940), Paris, éd. des Belles lettres
- Histoire naturelle. Livre XXX (Magie et pharmacopée) de Pline l'Ancien (1963), Paris, éd. des Belles Lettres

### Discours
- « Discours de M. Alfred Ernout, président de l'Académie », in Comptes-rendus des séances de l'Académie des Inscriptions et Belles-Lettres, 86e année, N. 4-6, 1942, p. 342-355 (le lire sur Persée).

## Hommages
- Il existe à la Sorbonne un Centre Alfred-Ernout. Son organe est la revue De lingua latina.